# Stadtmuseum Gunzenhausen

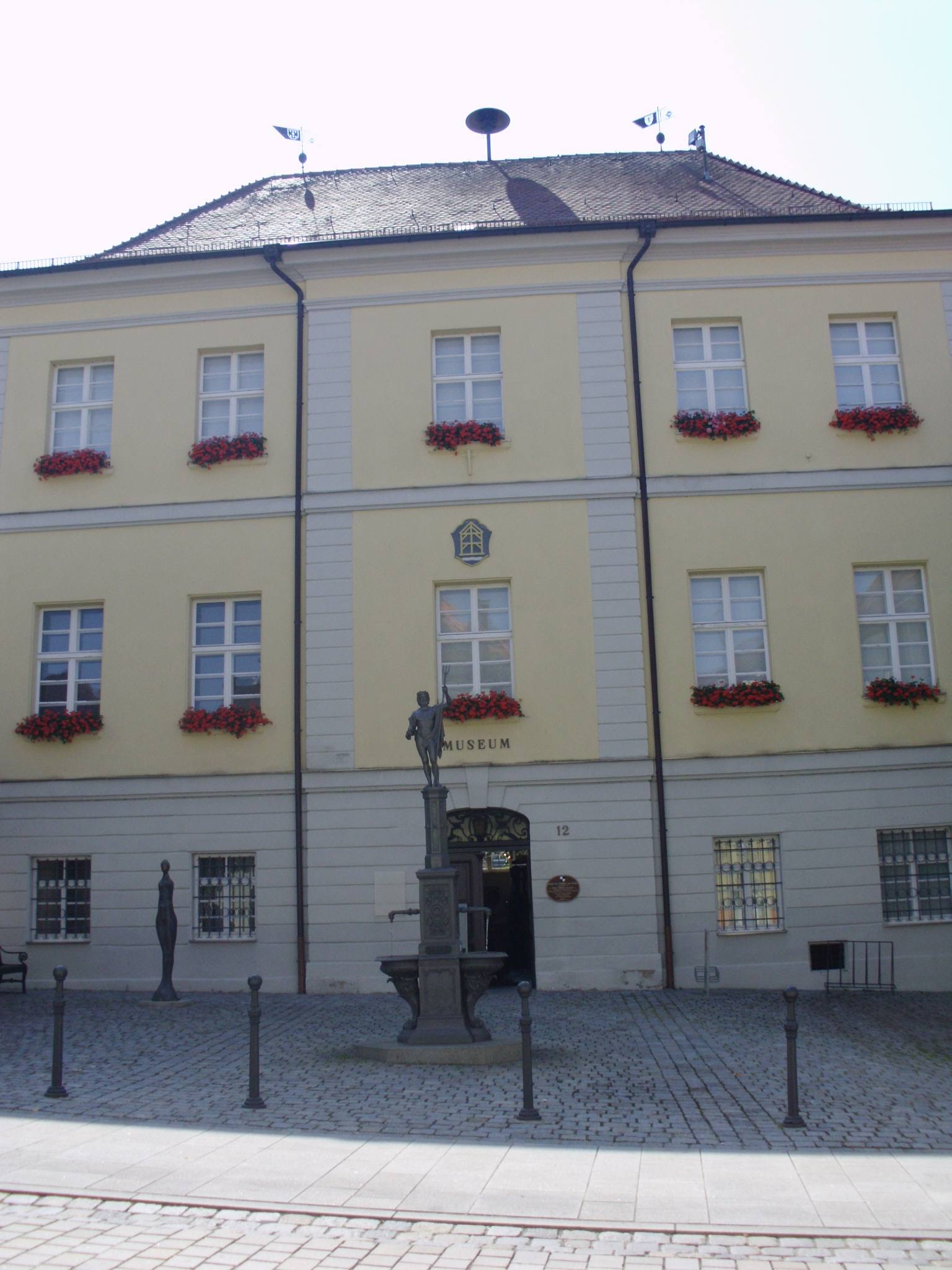
Das Palais Zocha, in dem das Museum untergebracht ist

Das Stadtmuseum Gunzenhausen ist das Heimatmuseum Gunzenhausens, einer Stadt im mittelfränkischen Landkreis Weißenburg-Gunzenhausen. Das Museum befindet sich in der Rathausstraße 12 unweit des Blasturms in direkter Nachbarschaft zum Archäologischen Museum der Stadt im denkmalgeschützten Palais Zocha.
Das aus einer Sammlung des Heimatforschers Heinrich Eidam hervorgegangene Museum wurde 1921 im Dachgeschoss der ehemaligen Schranne am Marktplatz eröffnet. Im Jahr 1938 zog es ins Palais Heydenab und 1984 in das heutige Gebäude. Auf vier Etagen wird in zwanzig Räumen die Stadtgeschichte vorgestellt. Zu den Ausstellungsstücken gehören Möbel aus dem 18. und 19. Jahrhundert, Trachten, Keramikstücke, Spielzeug sowie jüdisches Kulturgut. Fayencefliesen stammen aus dem Jagdschloss Gunzenhausen.
Das Stadtmuseum Gunzenhausen ist seit 2017 auf unbestimmte Zeit geschlossen.